# Kenneth Bainbridge
Kenneth Tompkins Bainbridge (27 de julho de 1904 – 14 de julho de 1996) foi um físico americano da Universidade de Harvard que trabalhou na pesquisa do ciclotron. Suas medições precisas das diferenças de massa entre isótopos nucleares permitiram-lhe confirmar o conceito de equivalência massa-energia de Albert Einstein. Foi o diretor do teste nuclear Trinity do Projeto Manhattan, realizado em 16 de julho de 1945. Bainbridge descreveu a explosão do Trinity como uma "exibição horrível e terrível". Ele comentou com J. Robert Oppenheimer imediatamente após o teste: "Agora somos todos filhos da puta." Isto marcou o início da sua dedicação ao fim dos testes de armas nucleares e aos esforços para manter o controlo civil dos desenvolvimentos futuros nesse domínio.

## Infância e educação
Kenneth Tompkins Bainbridge nasceu em Cooperstown, Nova York, em 27 de julho de 1904. Foi educado na Horace Mann School, em Nova York. Enquanto estava no ensino médio, desenvolveu um interesse por rádio amador que o inspirou a ingressar no Instituto de Tecnologia de Massachusetts (MIT) em 1921 para estudar engenharia elétrica. Em cinco anos, obteve os graus de Bacharel em Ciências (SB) e de Mestre em Ciências (SM). Durante as férias de verão, trabalhou nos laboratórios da General Electric em Lynn, Massachusetts e Schenectady, Nova York. Lá, obteve três patentes relacionadas a tubos fotoelétricos.
Normalmente este teria sido um início promissor para uma carreira na General Electric, mas fez com que Bainbridge percebesse o quão interessado ele estava em física. Ao se formar no MIT em 1926, matriculou-se na Universidade de Princeton, onde Karl T. Compton, consultor da General Electric, fazia parte do corpo docente. Em 1929, recebeu o título de Ph.D. em seu novo campo, escrevendo sua tese sobre "Uma busca pelo elemento 87 pela análise de raios positivos" sob a supervisão de Henry DeWolf Smyth.

## Início de carreira
Bainbridge desfrutou de uma série de bolsas de prestígio após a formatura. Recebeu um Conselho Nacional de Pesquisa e, em seguida, uma bolsa da Bartol Research Foundation. Na época, a Bartol Research Foundation do Franklin Institute estava localizada no campus do Swarthmore College, na Pensilvânia, e era dirigida por WFG Swann, um físico inglês com interesse em física nuclear. Bainbridge casou-se com Margaret ("Peg") Pitkin, membro do corpo docente de Swarthmore, em setembro de 1931. Eles tiveram um filho, Martin Keeler, e duas filhas, Joan e Margaret Tomkins.
Em 1932, Bainbridge desenvolveu um espectrômetro de massa com poder de resolução de 600 e precisão relativa de uma parte em dez mil, que utilizou para verificar a equivalência massa-energia de Albert Einstein, E = mc ². Francis William Aston escreveu que:
Ao estabelecer comparações precisas das massas das partículas leves envolvidas nas desintegrações nucleares, particularmente a de 7Li, descoberta por Cockcroft e Walton, ele alcançou um triunfo notável na prova experimental da teoria fundamental de Einstein. da equivalência de massa e energia.
Em 1933, Bainbridge recebeu uma prestigiosa bolsa Guggenheim, que usou para viajar para a Inglaterra e trabalhar no Laboratório Cavendish de Ernest Rutherford na Universidade de Cambridge. Enquanto estava lá, continuou seu trabalho desenvolvendo o espectrógrafo de massa e tornou-se amigo do físico britânico John Cockcroft.
Quando sua bolsa Guggenheim expirou, em setembro de 1934, retornou aos Estados Unidos, onde aceitou o cargo de professor associado na Universidade de Harvard. Ele começou construindo um novo espectrógrafo de massa que projetou no Laboratório Cavendish. Trabalhando com J. Curry Street, começou a trabalhar em um ciclotron. Eles tinham um projeto para um 37 polegadas (940 mm) cíclotron fornecido por Ernest Lawrence, mas decidiu construir um ciclotron de 1.100 mm.
Bainbridge foi eleito membro da Academia Americana de Artes e Ciências em 1937. Seu interesse pela espectroscopia de massa levou naturalmente a um interesse pela abundância relativa de isótopos. A descoberta da fissão nuclear no urânio-235 despertou o interesse na separação deste isótopo. Ele propôs usar uma bomba Holweck para produzir o vácuo necessário para este trabalho e recrutou George B. Kistiakowsky e E. Bright Wilson para ajudar. Houve pouco interesse em seu trabalho porque a pesquisa estava sendo realizada em outros lugares. Em 1943, seu ciclotron foi requisitado por Edwin McMillan para uso do Exército dos Estados Unidos. Foi embalado e levado para Los Alamos, Novo México.

## Segunda Guerra Mundial

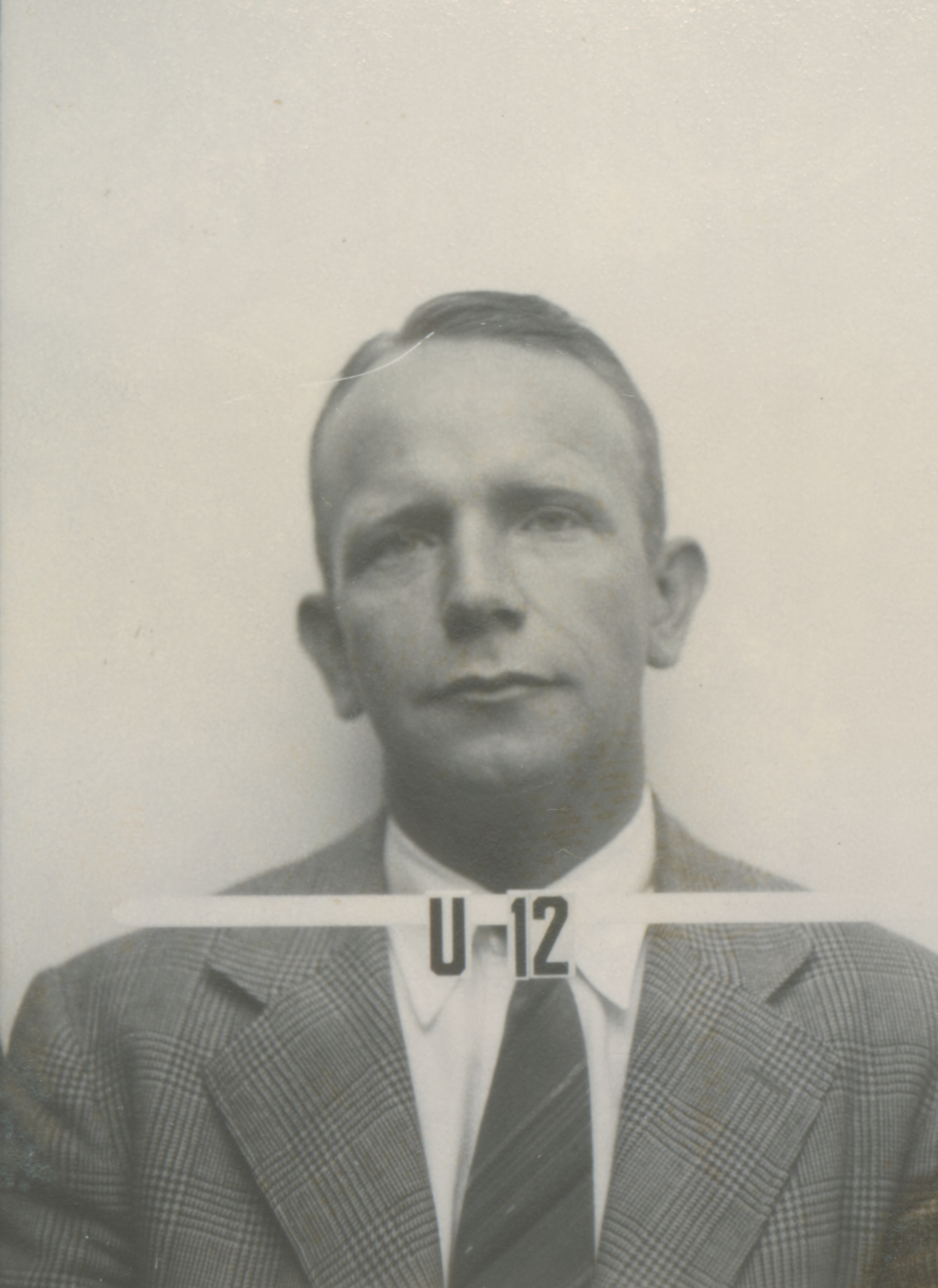
Foto de identificação de Los Alamos de Bainbridge

Em setembro de 1940, com a Segunda Guerra Mundial assolando a Europa, a Missão Britânica Tizard trouxe uma série de novas tecnologias para os Estados Unidos, incluindo um magnetron de cavidade, um dispositivo de alta potência que gera microondas usando a interação de um fluxo de elétrons com um campo magnético. Este dispositivo, que prometia revolucionar o radar, demoliu qualquer pensamento que os americanos tivessem sobre a sua liderança tecnológica. Alfred Lee Loomis, do Comitê de Pesquisa de Defesa Nacional, estabeleceu o Laboratório de Radiação no Instituto de Tecnologia de Massachusetts para desenvolver esta tecnologia de radar. Em outubro, Bainbridge tornou-se um dos primeiros cientistas a ser recrutado para o Laboratório de Radiação por Ernest Lawrence. Os cientistas dividiram o trabalho entre eles; Bainbridge desenhou moduladores de pulso. Trabalhando com a Marinha, ajudou a desenvolver radares de alta potência para navios de guerra.
Em maio de 1943, Bainbridge juntou-se ao Projeto Y, de Robert Oppenheimer, em Los Alamos. Ele inicialmente liderou o E-2, o grupo de instrumentação, que desenvolveu instrumentação de raios X para examinar explosões. Em março de 1944, tornou-se chefe de um novo grupo, E-9, encarregado de conduzir o primeiro teste nuclear. Na ampla reorganização do laboratório de Los Alamos por Oppenheimer em agosto de 1944, o Grupo E-9 tornou-se X-2.
Em 16 de julho de 1945, Bainbridge e seus colegas conduziram o teste nuclear Trinity. "Meu pesadelo pessoal", escreveu mais tarde, "estava sabendo que se a bomba não explodisse ou disparasse, eu, como chefe do teste, teria que ir primeiro à torre e tentar descobrir o que havia de errado." Para seu alívio, a explosão da primeira bomba atômica ocorreu sem tanto drama, no que mais tarde descreveu como “uma exibição horrível e terrível”. Ele se virou para Oppenheimer e disse: “Agora somos todos filhos da puta”.
Bainbridge ficou aliviado pelo fato de o teste Trinity ter sido um sucesso, relatando em um artigo do Bulletin of the Atomic Scientists de 1975: "Tive uma sensação de alegria porque o 'gadget' havia disparado corretamente, seguido por um de profundo alívio. Eu não teria que ir até a torre para ver o que deu errado."
Por seu trabalho no Projeto Manhattan, Bainbridge recebeu duas cartas de recomendação do diretor do projeto, Major General Leslie R. Groves, Jr. Ele também recebeu um Certificado de Mérito Presidencial por seu trabalho no Laboratório de Radiação do MIT.

## Pós-guerra
Bainbridge retornou a Harvard, após a guerra, e iniciou a construção de um sincrociclotron de 2.400 mm, que já foi desmontado. De 1950 a 1954, presidiu o departamento de física de Harvard. Durante esses anos, atraiu a ira do senador Joseph McCarthy por sua defesa agressiva de seus colegas acadêmicos. Como presidente, foi responsável pela reforma do antigo Laboratório de Física Jefferson e fundou as Palestras de Física Morris Loeb. Ele também dedicou grande parte de seu tempo à melhoria das instalações laboratoriais para estudantes de pós-graduação.
Ao longo da década de 1950, Bainbridge permaneceu um defensor declarado do controle civil da energia nuclear e do abandono dos testes nucleares. Em 1950, foi um dos doze cientistas proeminentes que solicitaram ao presidente Harry S. Truman que declarasse que os Estados Unidos nunca seriam os primeiros a usar a bomba de hidrogénio. Bainbridge aposentou-se de Harvard em 1975.
A esposa de Bainbridge, Margaret, morreu repentinamente, em janeiro de 1967, devido a um coágulo de sangue no pulso quebrado. Ele se casou com Helen Brinkley King, editora da William Morrow na cidade de Nova York, em outubro de 1969. Ela morreu em fevereiro de 1989. Uma bolsa de estudos foi criada no Sarah Lawrence College em sua memória. Faleeu em sua casa em Lexington, Massachusetts, em 14 de julho de 1996. Deixou suas filhas de seu primeiro casamento, Joan Bainbridge Safford e Margaret Bainbridge Robinson. Ele foi enterrado no cemitério Abel's Hill em Martha's Vineyard, em um terreno com sua primeira esposa Margaret e seu filho Martin. Seus artigos estão nos Arquivos da Universidade de Harvard.

## Na cultura popular
No filme Oppenheimer de 2023, é interpretado por Josh Peck.